# Kriegerdenkmal Elsebeck

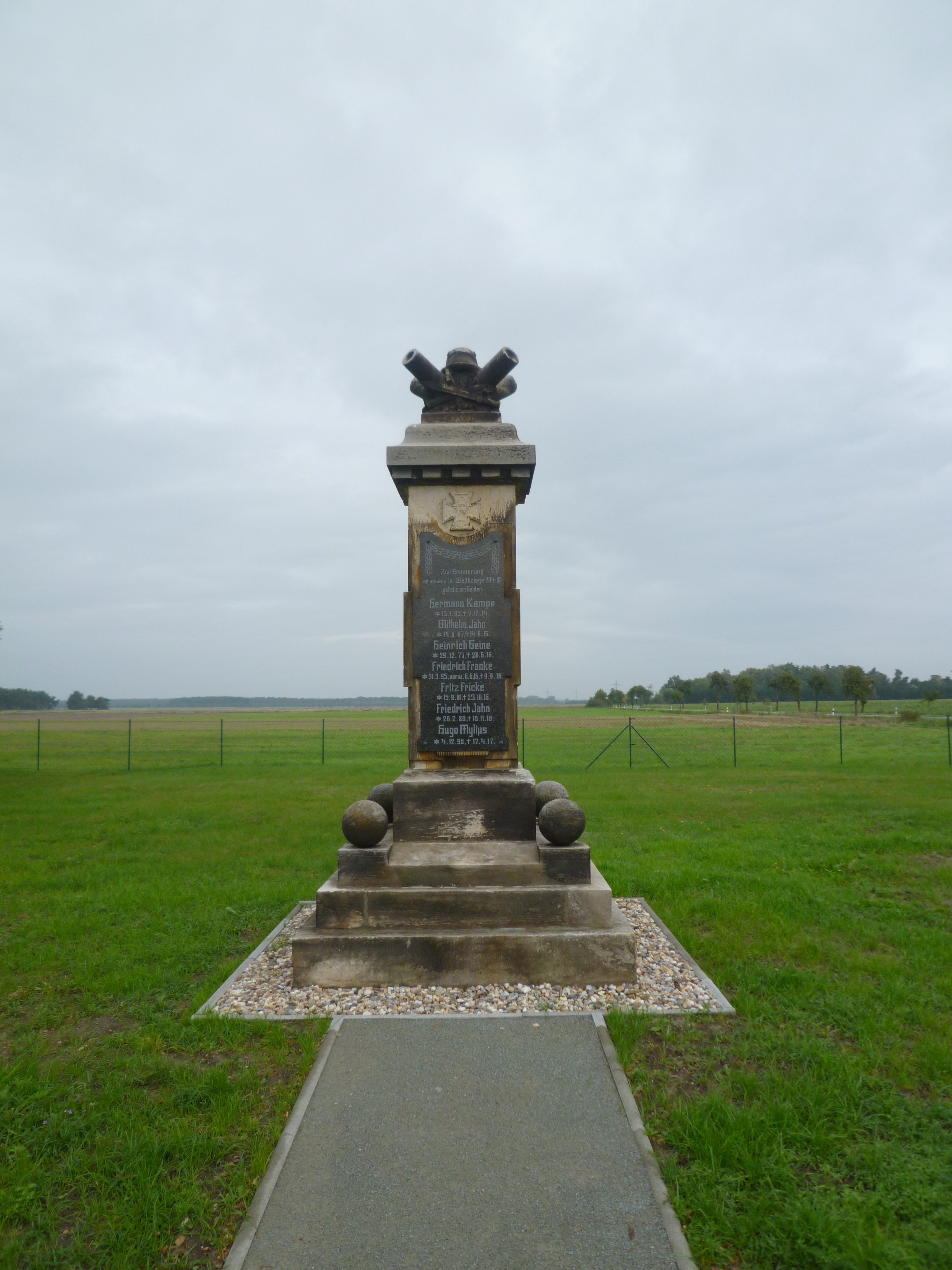
Kriegerdenkmal in Elsebeck

Das kurz nach dem Ersten Weltkrieg entstandene denkmalgeschützte Kriegerdenkmal im Calvörder Ortsteil Elsebeck auf dem Elsebecker Friedhof erinnert an die Kriegsopfer des Ortes im Ersten Weltkrieg.

## Beschreibung
Das aus einer hohen vierkantigen Säule aus Sandstein auf einem Stufensockel stehende Denkmal ist auf seiner dritten Stufe mit vier Kanonenkugeln ausgestattet, darüber befindet sich eine Tafel aller Namen der Opfer. Es ist gekrönt mit militärischen Emblemen wie: Stahlhelm, Kanonen und Eisernes Kreuz.